# أندريه دوفرايس
أندريه دوفرايس (بالفرنسية: André Dufraisse)‏ هو دراج فرنسي سابق.

## روابط خارجية
- أندريه دوفرايس على موقع أرشيف الدراجات (الإنجليزية)
- أندريه دوفرايس على موقع إحصائيات الدراجات الإحترافية (الإنجليزية)